# Ledine
Ledine so naselje na visoki kraški planoti nad Spodnjo Idrijo v Občini Idrija. 
Ledine ležijo na Ledinski planoti, kjer se zaradi zakraslosti skriva bogastvo fosilov ter številne jame, brezna in požiralniki. Nad planoto se dvigajo slemena in vzpetine kot je Sivka (1108 m) ter Gradišče (998 m).
Na kmetiji Pr´ Jureč v Ledinah je ohranjena zbirka odsluženih kmečkih strojev in orodij, za najavljene skupine pa pripravljajo tudi prikaz kmečkih opravil, od pridelave do predelave žita, do peke kruha v krušni peči. V zimskih mesecih so urejene proge za tek na smučeh.
V Ledinah je bil l. 1816 rojen pesnik, rimskokatoliški duhovnik, pesnik in zbiratelj narodnega blaga, Anton Žakelj. V Ledinah se je rodila tudi gorska kolesarka Tanja Žakelj.